# Harry Sørensen
Rinno Harry Charles Sørensen (19 aprile 1892 – 14 settembre 1963) è stato un ginnasta danese.

## Palmarès

### Olimpiadi
- 1 medaglia:
  - 1 oro (Anversa 1920 nel concorso libero a squadre)